# Букефал
Букефал (грчки Βουκέφαλος - Букефалос - волова глава, латински Bucephalus) је био коњ Александра Македонског. Букефал спада међу најпознатије коње у историји.
Постоје подаци да је коњ био понуђен од тесалијског сточара Филипу Македонском, оцу Александра, да га купи. Пошто нико није умео да га јаше, Филип је одбио да га купи. Међутим, Александар је пратио покушаје разних јахача и схватио да се коњ плаши сопствене сенке. Коња је поставио тако да не може да види своју сенку па му је на тај начин успело да га укроти.
Александар је био једини ко је могао да јаше тог коња. Букефал га је пратио у свим биткама. Животиња је доживела старост од 30 година. Након смрти коња у бици код Хидаспа Александар је основао град Букефала, данашњи Џелам (Jhelum) у пакистанској савезној држави Пенџаб. Сам коњ је наводно закопан у оближњем граду Џалалпур Шариф (Jalalpur Sharif).